# Яб-юм

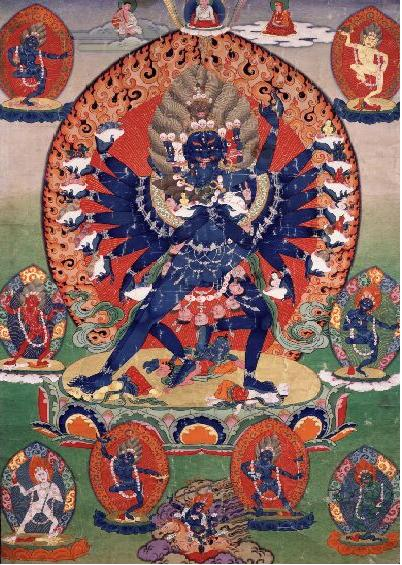
Хеваджра і Найратмя в яб-юм

Яб-юм (тиб. батько-мати, санскр. юганаддха, дос. «з'єднання») — в буддійській іконографії (танках) зображення божеств і будд в любовному сполученні (майтгуна) зі своїми дружинами. Цей прийом сходить до традицій Тантри і позначає собою поєднання двох протилежних начал-чоловічого і жіночого. Прийом широко поширений у тибетському живопису.
Інтерпретація символіки залежить від школи, і хоча є спільні риси, все ж існує певне філософська різниця. Наприклад:
- Чоловіче божество в даній інтерпретації активне і висловлює співчуття (karuṇā IAST), а з точки зору практики — упайя (майстерні прийоми); жіноче божество висловлює просторову природу і мудрість prajñā).[1]
- Чоловіча фігура уособлює співчуття та вправні засоби, тоді як жіночий партнер представляє проникливість.[2]

Яб-юм в тибетському буддизмі здійснюється в Ануттарайога-тантрі.
Обидва компоненти необхідні для досягнення просвітлення і складають дві його грані, при цьому долається дуалізм суб'єкта і об'єкта. У більш широкому значенні Яб-юм висловлює просвітлений стан, необхідний при медитації з використанням ідамів.
Перші європейські мандрівники, що потрапили в Тибет, були вражені побачивши образи злягання буддійських божеств. Це було пов'язано в першу чергу з їх традиційно християнським вихованням. На відміну від християнських країн, в Індостані секс сам по собі здавна був священний, бо приводив до зародження життя. У тантричних традиціях світ народжується при зляганні чоловічого і жіночого начал. У тибетській традиції це широко відобразилося в іконографії та скульптурі, що включала Яб-юм в число прийомів сакрального мистецтва.
Існує рідкісне представлення подібної фігури, але перевернутої, з чоловіком, який сидить на колінах у жінки, називається Юм-яб.

## Галерея

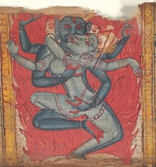
Чакрасамвара в сексуальному єднанні зі своєю дружиною, Ваджраварахі, Листок із втраченого Аштасахасріка - Музей мистецтв Метрополітен
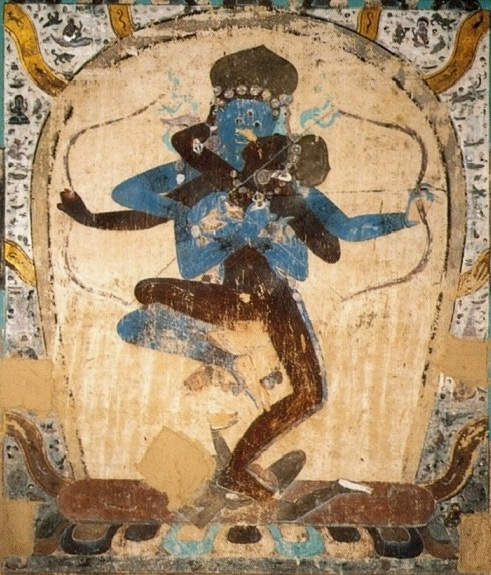
Махамайя з печери, Дуньхуан. Династія Юань, XIV ст.
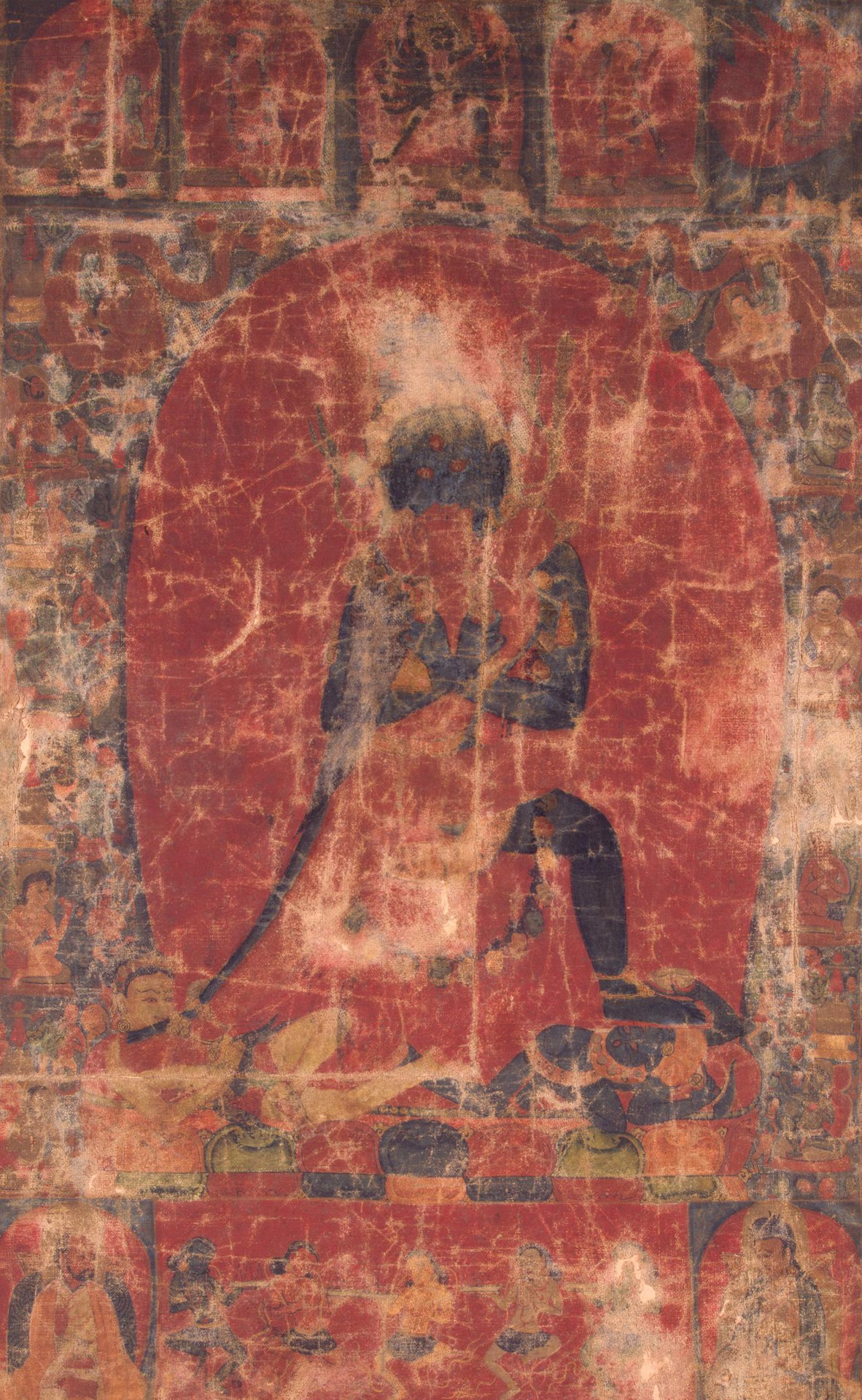
Самвара в Яб-Юм. Тханка на полотні. Ермітаж
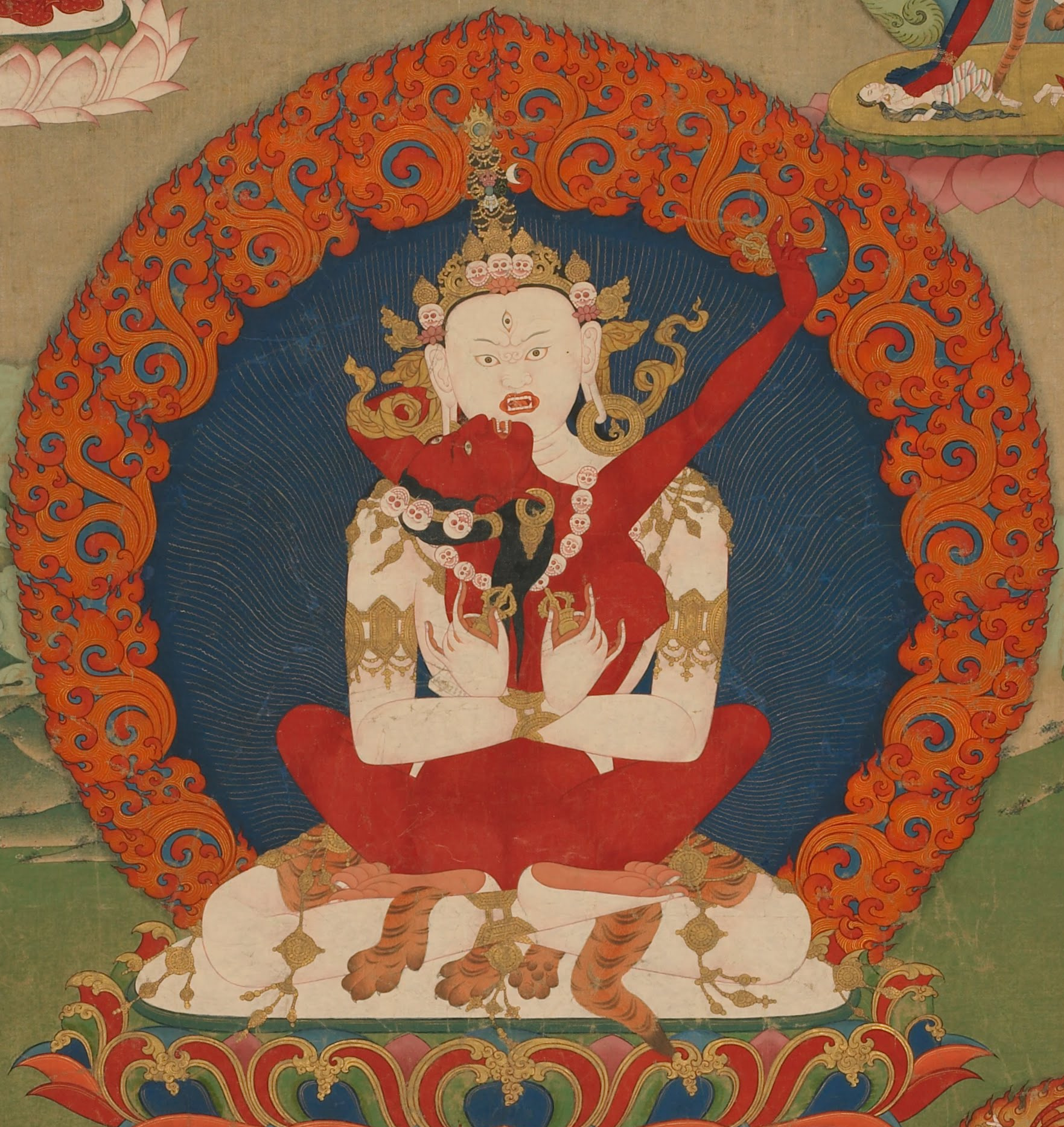
Чакрасамвара в єднанні з Ваджрайогіні
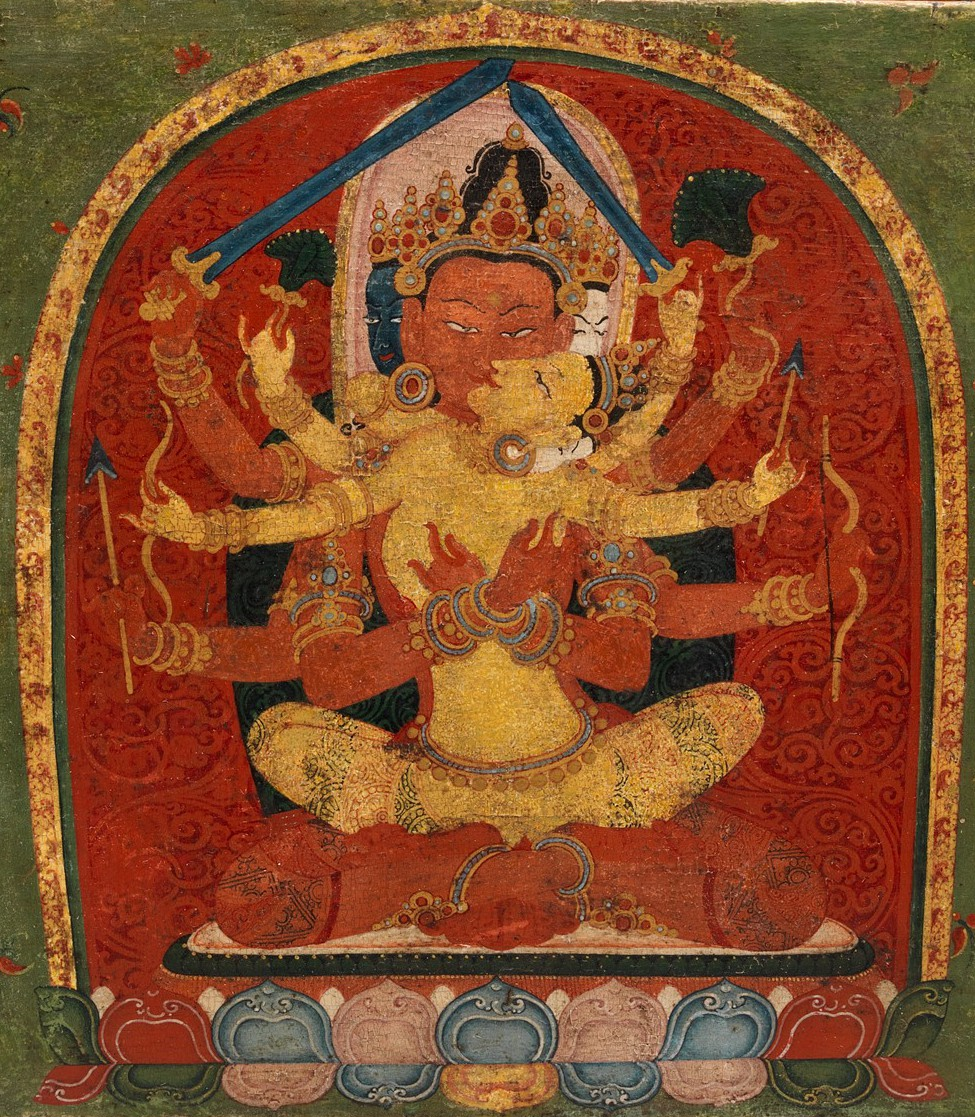
Манджуваджра обіймає свою дружину
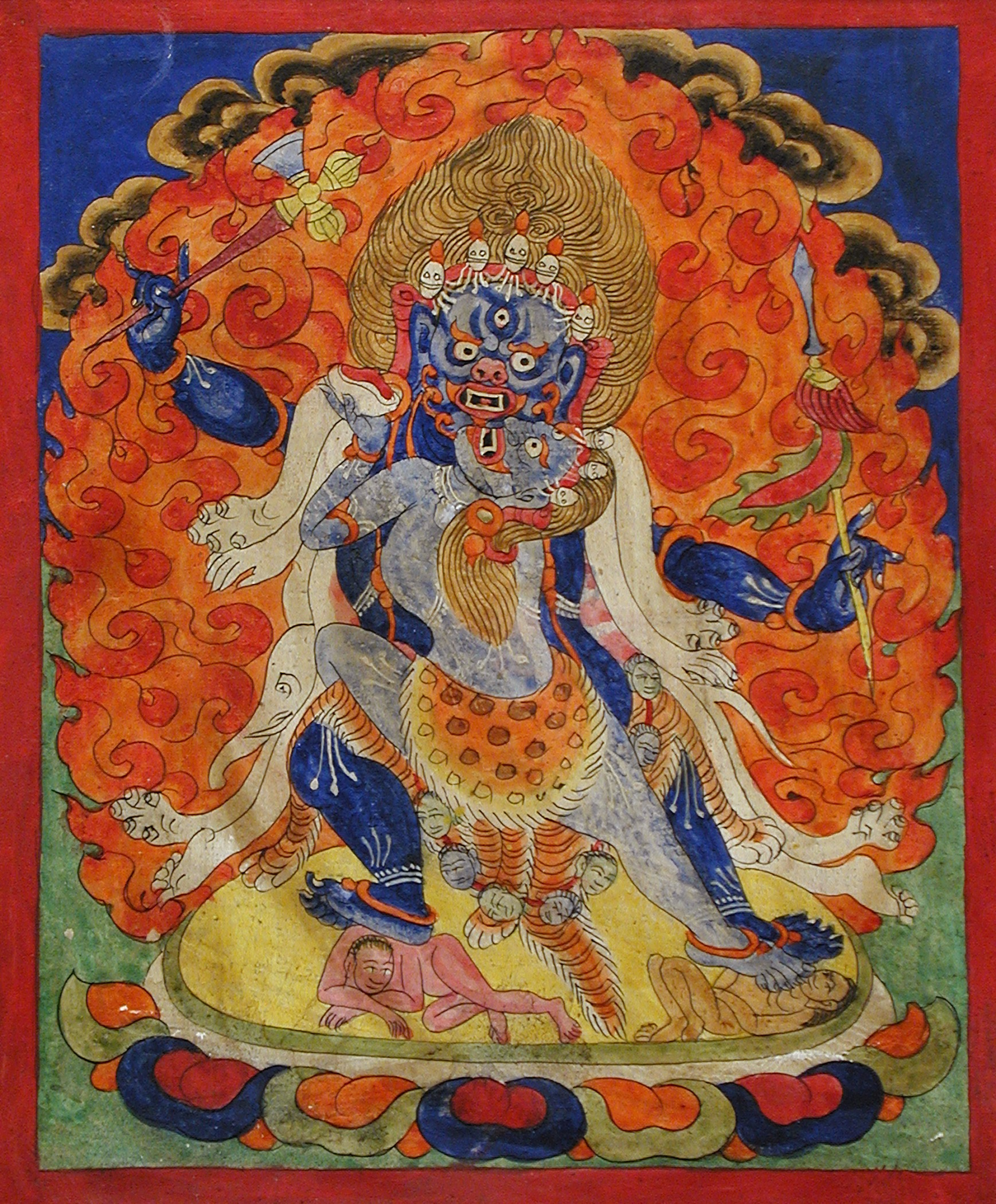
Гнівне божество в Яб-Юм
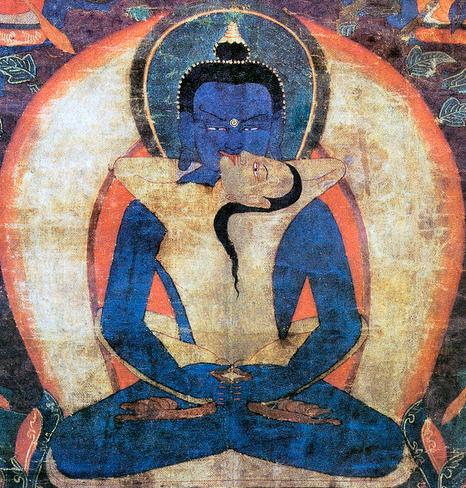
Аді-Будда Самантабхадра
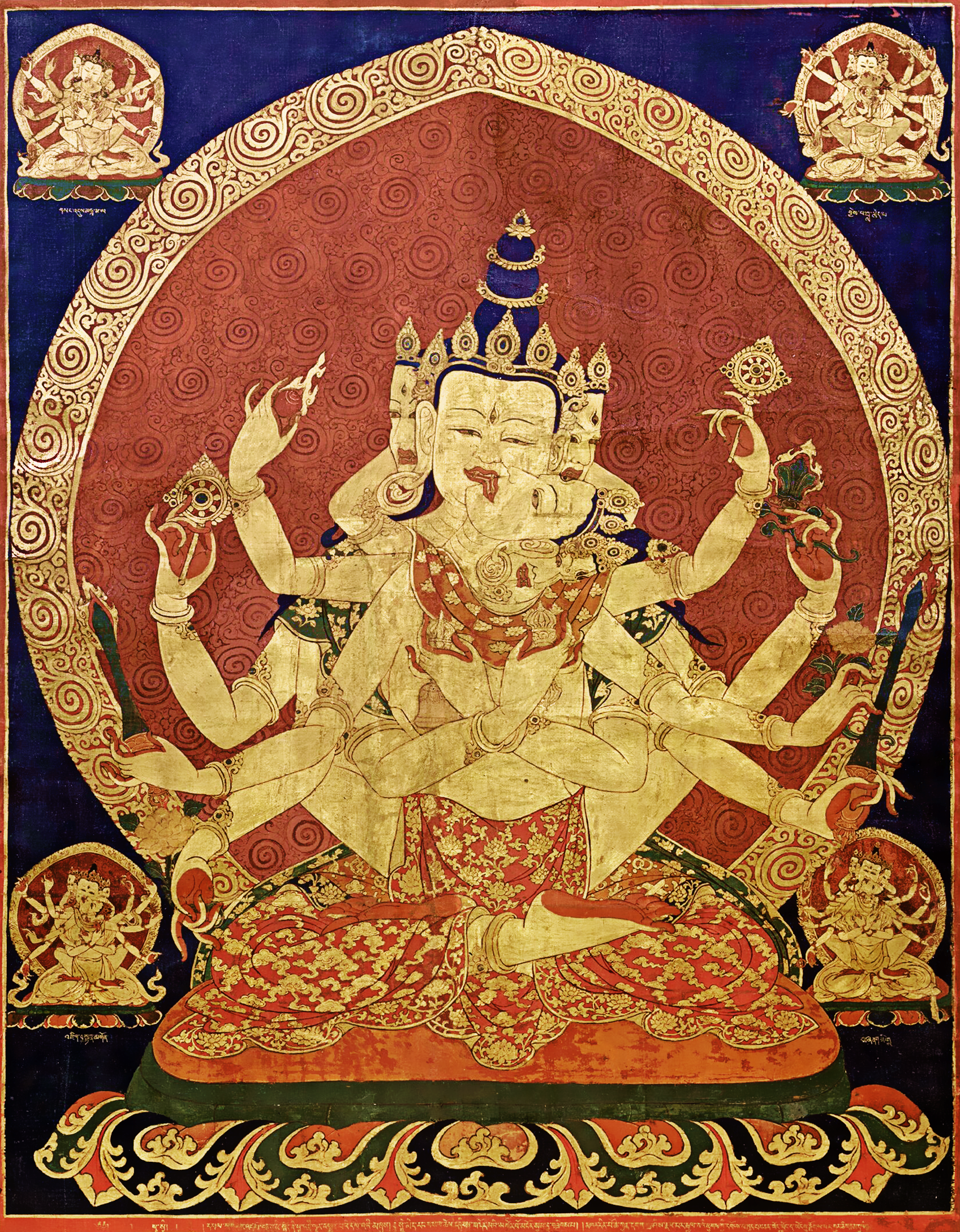
Гух'ясамаджа Акшобх'яваджра, XVII ст.
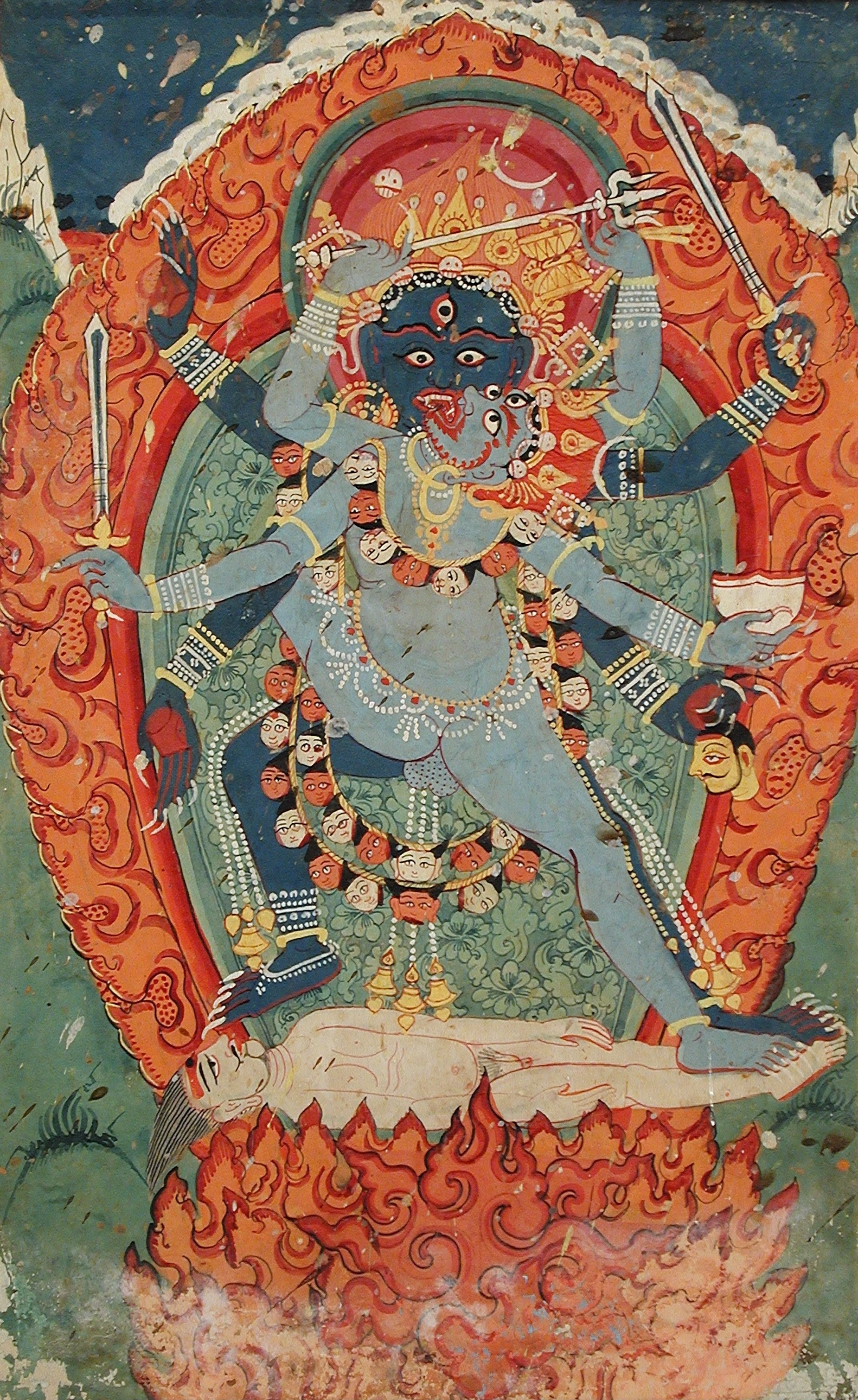
Калі і Бхайрава в Єднанні
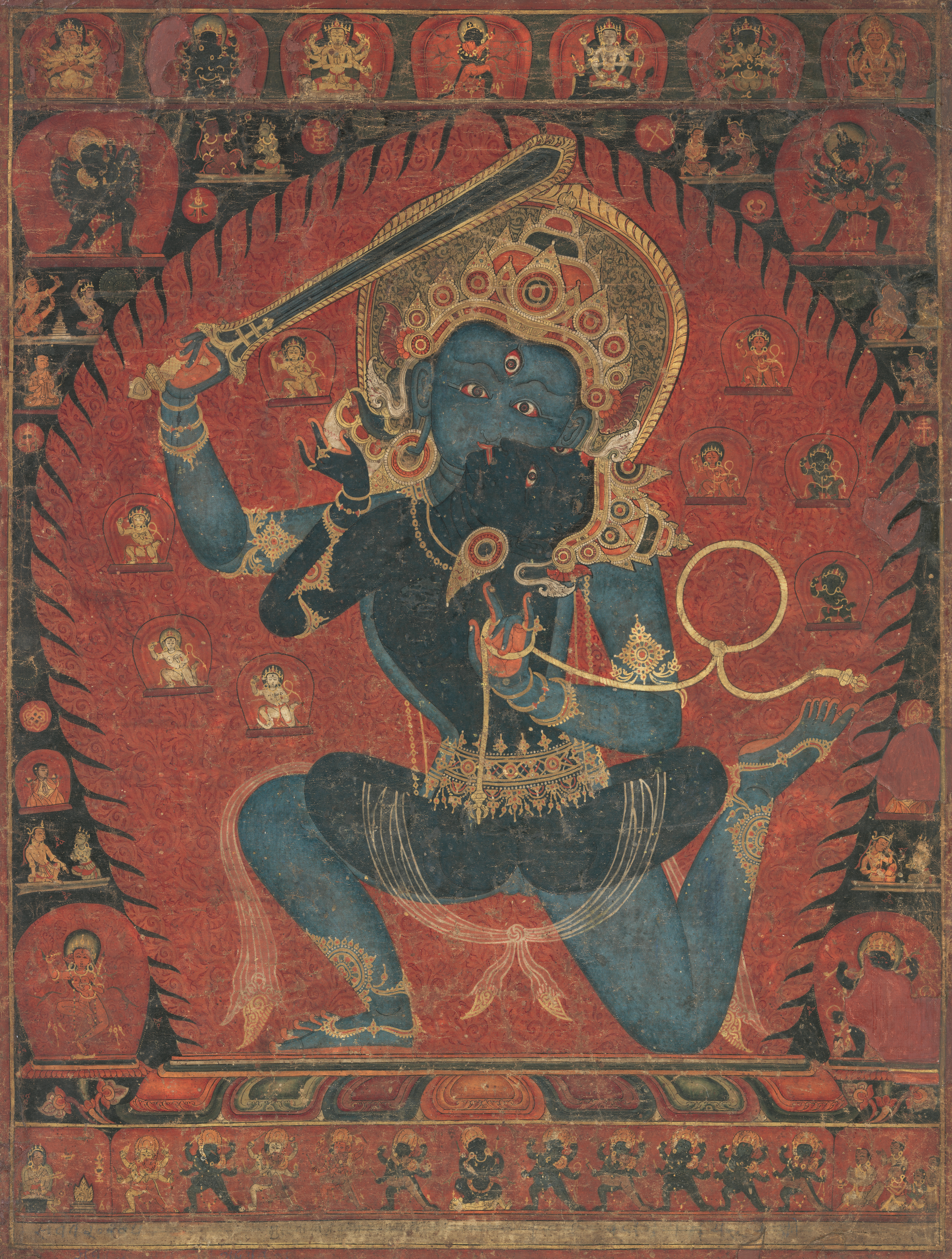
Ачала з дружиною Вішваваджрі - тангка, Непал, долина Катманду